# Flughafen Tamtschi-Yssyk-Köl

i7
i11
i13
Der Issik-Kul International Airport (kirgisisch Ысык-Көл эл аралык аэропорту, russisch Международный аэропорт «Иссык-Куль», IATA-Code: IKU, ICAO-Code: UCFL, RU-LID: ИКУ) ist ein internationaler Flughafen in der Nähe von Tamtschy im Oblus Yssyk-Köl in Kirgisistan.

## Geschichte
Der Flughafen wurde im Jahr 1975 für innersowjetische Flüge eröffnet und seitdem mehrmals erweitert. Das Terminal wurde 2003 errichtet. In den Jahren 2015 und 2016 wurde die Landebahn von 2000 m auf 3800 m verlängert und ein Instrumentenlandesystem nach ICAO-Kategorie 1 eingebaut. Der Flughafen wurde ein internationaler Flughafen und erhielt den IATA-Code IKU.

## Anbindung
Der Flughafen ist über Taxis und über die Fernstraße A363 zu erreichen.
Es werden Flüge nach Osch, nach Almaty, Taschkent und Nowosibirsk angeboten.